# اتفاقية لاهاي بشأن الجوانب المدنية للاختطاف الدولي للأطفال
اتفاقية لاهاي بشأن الجوانب المدنية للاختطاف الدولي للأطفال أو اتفاقية لاهاي للاختطاف هي معاهدة متعددة الأطراف توفر طريقة سريعة لإعادة الطفل الذي تم أخذه بشكل غير قانوني من قبل أحد الوالدين من بلد إلى بلد آخر. لكي تنطبق الاتفاقية، يجب أن تكون كلتا الدولتين (الدولة التي تم نقل الطفل منها والدولة التي تم إحضار الطفل إليها) من الدول المتعاقدة؛ أي أن كلتا الدولتين يجب أن تكونا قد اعتمدتا الاتفاقية.
تسعى الاتفاقية إلى معالجة مشكلة اختطاف الأطفال على المستوى الدولي والتي تنشأ عندما يقوم أحد الوالدين بإبعاد الطفل، أو عندما يتمتع كلا الوالدين بحقوق الحضانة، أو عندما لم يتم تحديد الحضانة بعد. وقد تم صياغته لضمان العودة السريعة للأطفال المختطفين ظلماً من بلد إقامتهم المعتادة، أو المحتجزين ظلماً في بلد ليس بلد إقامتهم المعتادة.
تم تطوير الاتفاقية من قبل مؤتمر لاهاي للقانون الدولي الخاص. تم إبرام الاتفاقية في 25 أكتوبر 1980 ودخلت حيز التنفيذ بين الموقعين في 1 ديسمبر 1983.
اعتبارًا من عام 2022، يوجد 103 طرفًا في الاتفاقية؛ بوتسوانا والرأس الأخضر هما أحدث الدول التي انضمت إلى الاتفاقية في عام 2022.

## أهداف ونطاق الاتفاقية
وقد حددت المادة 1 أهداف الاتفاقية: ضمان العودة السريعة للأطفال الذين تم نقلهم أو احتجازهم بشكل غير قانوني في أي دولة متعاقدة؛ وضمان احترام حقوق الحضانة والوصول بموجب قانون إحدى الدول المتعاقدة بشكل فعال في الدولة المتعاقدة الأخرى.
تُستخدم الاتفاقية عندما يقوم أحد الوالدين (الوالد "الخاطف") بنقل الطفل أو احتجازه في دولة أخرى غير دولة الإقامة المعتادة، وذلك إما:
1. أمام محكمة في دولة الإقامة المعتادة التي حكمت بشأن الحضانة والوصول، أو
2. بعد أن أصدرت محكمة في دولة الإقامة المعتادة حكمًا بشأن الحضانة والوصول، كان الإبعاد أو الاحتجاز غير القانوني يتعارض مع حقوق الحضانة أو الوصول التي كان يتمتع بها الوالد الآخر ("الوالد المتخلف") بموجب هذا الأمر.

ومن خلال إعادة الأطفال إلى دولة إقامتهم المعتادة، تعمل الاتفاقية على ردع الآباء عن عبور الحدود الدولية بحثاً عن محكمة أكثر تعاطفاً (أي محكمة أكثر ميلاً إلى الحكم لصالحهم بشأن الحضانة والوصول إلى الأطفال).
لكي تأمر المحكمة بإعادة طفل بموجب المادة 12 من الاتفاقية، يجب استيفاء الشروط التالية:
1. تم إبعاد الطفل من مكان إقامته المعتاد؛
2. الطفل أقل من 16 عامًا؛
3. اعتبر إزالة الطفل عملاً غير قانوني.

وحتى لو توافرت الشروط المذكورة أعلاه، فإن المحكمة قد لا تأمر بإعادة الطفل بسبب الاستثناءات المنصوص عليها في المادتين 12 و13.

في اجتماع المفوضين الخاصين الذي عقد في لاهاي بهولندا في عام 2023، أكد مؤتمر لاهاي على الهدف المشترك لاتفاقية لاهاي واتفاقية حقوق الطفل، من خلال إصدار البيان التالي:إن لجنة الأمم المتحدة لحقوق الطفل تعترف بأن أهداف اتفاقية اختطاف الأطفال لعام 1980 ــ الوقاية والإعادة الفورية ــ تسعى إلى حماية المصالح الفضلى للطفل. ولاحظت المحكمة العليا أيضاً أن اللجنة لاحظت أن اتفاقية اختطاف الأطفال لعام 1980 تؤسس لافتراض قوي مفاده أن المصالح الفضلى للطفل تتطلب إعادته على الفور باستثناء الاستثناءات المحدودة (IV-1-17).
ومع ذلك، يجب تطبيق هذه الاستثناءات بشكل مقيد. وفي حين تنبع الاستثناءات من مراعاة مصالح الطفل، فإنها لا تحول إجراءات الإعادة إلى إجراءات حضانة (IV-1-15).
تركز الاستثناءات على (احتمال عدم) عودة الطفل. ولا ينبغي لها أن تتعامل مع قضايا الحضانة ولا أن تلزم بإجراء "تقييم كامل للمصالح الفضلى" (IV-1-14).

## الطبيعة الإجرائية
ولا تغير الاتفاقية أي حقوق جوهرية للوالدين. عندما تحدث حالة اختطاف، فإن الوالد الذي يسعى لاستعادة الطفل سيبدأ الإجراءات عن طريق تقديم طلب إلى السلطة المركزية. يتعين على كل دولة متعاقدة أن يكون لديها سلطة مركزية للمساعدة في تسهيل عودة الطفل.
- يختلف دور السلطة المركزية باختلاف الدولة المتعاقدة. على سبيل المثال، في ألمانيا، تتولى السلطة المركزية رفع الأمر إلى المحكمة نيابة عن الوالد المتخلف عن الركب. وفي كندا والولايات المتحدة، يكون الوالد المتخلف عن الركب هو الذي يحضر إلى المحكمة بينما تعمل السلطة المركزية كحلقة وصل.[5]

وتنص الاتفاقية على أنه لا يجوز لأي سلطة قضائية أو إدارية في الدولة التي أحضر إليها الطفل أن تقرر مزايا الحضانة أو الوصول إلى الطفل حتى يتم تحديد عدم إعادة الطفل بموجب الاتفاقية.
لا ينبغي للمحكمة في الدولة التي تم إحضار الطفل إليها أن تنظر في جوهر النزاع الأساسي حول الحضانة أو الوصول، بل ينبغي لها أن تحدد فقط البلد الذي يجب أن يتم فيه الفصل في هذا النزاع.
تنص الاتفاقية على أن جميع الدول المتعاقدة، فضلاً عن أي هيئات قضائية وإدارية في تلك الدول المتعاقدة، "يجب أن تتصرف على وجه السرعة في جميع الإجراءات الرامية إلى إعادة الأطفال"، ويجب على المؤسسات في كل دولة متعاقدة "أن تستخدم أسرع الإجراءات المتاحة" لضمان العودة السريعة المحددة في أهداف الاتفاقية.

## الإزالة أو الاحتفاظ غير المشروع
وتنص الاتفاقية على أن إبعاد الطفل أو احتجازه يعد "خطأً" كلما:
(أ) أنه يشكل انتهاكًا لحقوق الحضانة الممنوحة لشخص أو مؤسسة أو أي هيئة أخرى، إما بشكل مشترك أو بمفرده، بموجب قانون الدولة التي كان الطفل يقيم فيها عادة مباشرة قبل الإبعاد أو الاحتفاظ؛ و(ب) في وقت الإبعاد أو الاحتفاظ، كانت تلك الحقوق تمارس فعليًا، إما بشكل مشترك أو بمفرده، أو كانت لتمارس بهذه الطريقة لولا الإبعاد أو الاحتفاظ.
يجب تقييم الإقامة المعتادة أولاً لأن ما إذا كان أحد الوالدين يتمتع بحقوق الحضانة أم لا يتحدد بموجب قانون مكان الإقامة المعتادة. (انظر على سبيل المثال قضية كاراسكوسا ضد ماكجواير في الولايات المتحدة، حيث رفضت المحكمة قبول قرار محكمة إسبانية بأن الأب ليس لديه حقوق الحضانة. لم تطبق المحاكم الإسبانية قانون ولاية نيوجيرسي على الرغم من الاعتراف بأن مكان الإقامة المعتادة للطفل هو نيوجيرسي).

### سكن معتاد
لا يمكن قبول طلب إعادة الطفل إلا إذا كان الطفل، قبل الإبعاد أو الاحتجاز المزعوم مباشرة، مقيمًا بشكل معتاد في الدولة المتعاقدة التي يُطلب إعادته إليها. وهذا يعني أن الطفل الذي يتم نقله من الدولة أ إلى الدولة ب لن يخضع لأمر الإعادة إلى الدولة أ إلا إذا قررت المحكمة أن محل إقامته المعتاد كان الدولة أ وقت نقل الطفل.
لا تحدد الاتفاقية مصطلح "الإقامة المعتادة"، لذا فإن الأمر متروك للمحاكم في كل دولة متعاقدة لتحديده. والغرض من ذلك هو أن يكون التحديد قائمًا على الحقائق، وتجنب التعقيدات القانونية.
هناك عدة طرق لتقييم الإقامة المعتادة، وذلك حسب المحكمة التي تتولى التحليل.
1. نهج النية الأبوية. وبموجب هذا النهج، تبحث المحكمة عن وجود نية مشتركة من جانب الوالدين (عندما تكون هناك خطوة ويوجد نزاع حول ما إذا كان الوالدان يعتزمان أن يحتفظ الطفل بالمسكن المعتاد الحالي أو يكتسب مسكنًا جديدًا). قدمت قضية الولايات المتحدة Mozes v. Mozes[13] إرشادات بشأن نهج النية الأبوية. لا يزال الفقه القانوني في بعض الولايات الأمريكية يعامل النية المشتركة بين الوالدين كعامل حاسم في تحديد مكان الإقامة المعتاد للطفل. وبموجب هذا التحليل، لا يستطيع أحد الوالدين إنشاء مكان إقامة معتاد جديد من جانب واحد عن طريق إزالة الطفل أو الاحتفاظ به بشكل غير قانوني. يتعين على المحكمة أن تنظر في النوايا المشتركة للأطراف، وتاريخ مكان تواجد الطفل، والطبيعة المستقرة للأسرة قبل الوقائع التي أدت إلى طلب الإعادة.[14]
2. النهج الذي يركز على الطفل. ويتطلب هذا النهج من المحكمة أن تنظر إلى الطفل، وليس إلى الوالدين، وأن تدرس تجارب الطفل السابقة، وليس نواياه المستقبلية بشأن الإقامة. ستنظر المحكمة في ارتباطات الطفل بالدولة بما في ذلك أنشطته الأكاديمية، وارتباطاته الاجتماعية، ومشاركته في الرياضة، وارتباطاته ذات المغزى مع الأشخاص والأماكن.[15] يتم استخدام هذا النهج في بعض الولايات الأمريكية،[16] وفي ألمانيا.[17]
3. النهج الهجين. وباستخدام النهج الهجين، لا تنظر المحكمة حصريًا إلى نية الوالدين أو إلى تأقلم الطفل مع الدولة، بل تنظر المحكمة إلى "جميع الاعتبارات ذات الصلة الناشئة عن وقائع القضية المطروحة".[18] ويُستخدم هذا النهج في المملكة المتحدة،[19] وكندا،[20] وإسرائيل،[21] ومرة أخرى في بعض الولايات الأمريكية.[22] ويقوم قاضي التطبيق بتحديد النقطة المحورية في حياة الطفل وهي البيئة الأسرية والاجتماعية التي تطورت فيها حياته، وذلك مباشرة قبل الإبعاد أو الاحتجاز. يأخذ القاضي في الاعتبار جميع الروابط والظروف ذات الصلة - روابط الطفل وظروفه في البلد أ؛ وظروف انتقال الطفل من البلد أ إلى البلد ب؛ وروابط الطفل وظروفه في البلد ب.[23] يجب أن يكون الطفل موجودًا جسديًا في ذلك المكان ولا يمكن أن يكون هذا الوجود مؤقتًا أو متقطعًا.[24] وتشمل العوامل الأخرى ذات الصلة بتحديد الإقامة المعتادة مدة إقامة الطفل في تلك الدولة وانتظامها وظروفها وأسبابها.[25] عند النظر في مقدار الوزن الذي يجب وضعه على الاعتبارات المختلفة في تحليل مكان الإقامة المعتاد، ستأخذ المحكمة في الاعتبار عمر الطفل. بالنسبة للأطفال الصغار جدًا، سيتم وضع وزن أكبر على النية المشتركة للوالدين لأن الطفل الصغير لن يشكل روابط ذات معنى مع الأشخاص والأماكن، في حين أن تأثير نية الوالدين يكون أكثر محدودية بالنسبة للأطفال الأكبر سنًا الذين "قادرون على أن يصبحوا" متجذرين بقوة "في بلد جديد".[26]

### حقوق الحضانة
قد تنشأ حقوق الحضانة بموجب قانون أو قرار قضائي أو إداري، أو اتفاقية لها أثر قانوني بموجب قانون بلد الإقامة المعتادة. ويوضح التقرير التوضيحي للاتفاقية معنى الخطأ على النحو التالي:
"إن إبعاد الطفل من قبل أحد الحاملين المشتركين دون موافقة الآخر، هو أمر غير مشروع، وينبع هذا الخطأ في هذه الحالة المعينة، ليس من بعض الإجراءات التي تنتهك قانونًا معينًا، ولكن من حقيقة أن مثل هذا الإجراء تجاهل حقوق الوالد الآخر التي يحميها القانون أيضًا، وتدخل في ممارستها الطبيعية."
وتنص الاتفاقية على أن "حقوق الحضانة" تشمل الحقوق المتعلقة برعاية الطفل والحق في تحديد مكان إقامة الطفل، في حين تشمل "حقوق الزيارة" الحق في أخذ الطفل لفترة من الزمن.
قد لا تكون حقوق الحضانة صريحة أو رسمية حتى تعترف بها المحكمة. في قضية K (A Child) (أيرلندا الشمالية)، قضت المحكمة بأن مصطلح حقوق الحضانة قد يشمل بعض الحقوق غير الرسمية (تسمى "الحقوق غير المكتملة"). في هذه الحالة، عاش الطفل مع أجداده من جهة الأم في ليتوانيا عندما نقلت الأم الطفل في سن السابعة إلى أيرلندا الشمالية ضد رغبة الجد. لم يكن هناك أمر حضانة يمنح الأجداد أي حقوق حضانة، ولكن إذا تقدموا بطلب للحصول على أمر حضانة في ليتوانيا، فمن المحتمل أن يتمكنوا من تأمينه.
إن حقوق الحضانة المحددة والمحدودة قد تشكل في الواقع حقوق الحضانة لأغراض الاتفاقية. على سبيل المثال، في قضية أبوت ضد أبوت، قضت المحكمة بأن حق الحضانة الذي يتمتع به أحد الوالدين، أي الحق في الموافقة قبل نقل الطفل إلى بلد آخر، كافٍ لنشوء حقوق الحضانة بموجب الاتفاقية. يوضح "المبادئ العامة ودليل الممارسات الجيدة لمؤتمر لاهاي للقانون الدولي الخاص"، في الصفحة 43، أن عدداً كبيراً من القضايا التي تفسر "حقوق الحضانة" بموجب الاتفاقية تدعم الرأي القائل بأن الحق في الوصول إلى جانب حق النقض على إبعاد الطفل عن دولة الإقامة المعتادة، يشكل حقوق حضانة حقيقية. ومع ذلك، إذا كان للوالد الحق في الاعتراض، بدلاً من الحق في الاعتراض على إزالة الطفل، فإن هذا لا يكفي ليرقى إلى مستوى حقوق الحضانة.
بعد تقييم ما إذا كان الوالد يتمتع بحقوق الحضانة أو الوصول وفقًا لقوانين دولة الإقامة المعتادة للطفل، تحدد المحكمة بعد ذلك ما إذا كانت هذه الحقوق "تُمارس فعليًا" أم لا، مما يجعل الإبعاد أو الاحتفاظ غير قانوني.
تهدف المادة 15 من الاتفاقية إلى تعزيز التعاون بين الدول المتعاقدة. وتنص على أنه يجوز للدولة المتعاقدة، قبل إصدار أمر بإعادة الطفل، أن تطلب قرارًا أو تحديدًا بأن الإبعاد أو الاحتجاز كان غير مشروع وفقًا للمادة 3 من الاتفاقية بموجب قانون تلك الدولة المتعاقدة. والأساس المنطقي وراء المادة 15 هو أن المحكمة الأجنبية في وضع أفضل لفهم معنى وتأثير قوانينها الخاصة.
تتخذ بعض الدول المتعاقدة موقفًا مفاده أن القرار الصادر بموجب المادة 15 ينبغي أن يتناول فقط مسائل القانون الوطني المتعلقة بحقوق الحضانة، وليس توسيع نطاق التحليل لتصنيف الإبعاد باعتباره غير مشروع، وهو سؤال تتولى المحكمة التي تطلب القرار الصادر بموجب المادة 15 النظر فيه. وينبغي اعتبار القرار الصادر بموجب المادة 15 من دولة متعاقدة قرارًا حاسمًا لتجنب المزيد من التأخير.

## قواعد خاصة بالأدلة
وتنص الاتفاقية على قواعد خاصة لقبول الأدلة، بغض النظر عن معايير الإثبات التي تحددها القوانين المحلية لكل دولة متعاقدة. وتنص المادة 30 على أن أي طلب يقدم إلى السلطة المركزية أو المحاكم مباشرة، وأي مستندات مرفقة بهذا الطلب، تكون مقبولة في إجراءات إعادة الطفل. وعلاوة على ذلك، يجوز للمحكمة التي تنظر في طلب الاتفاقية، عند تحديد ما إذا كان هناك إبعاد أو احتجاز غير قانوني، أن تأخذ علماً قضائياً بالقانون في دولة الإقامة المعتادة للطفل، دون إلزام الأطراف بإثبات قانون تلك الدولة كمسألة واقعية من خلال الأدلة.
وبشكل عام، يجب أن تكون قواعد الإثبات الخاصة بطلبات الاتفاقية "الإجراءات الأسرع المتاحة"، بسبب أهداف الاتفاقية: تأمين العودة السريعة للأطفال. ونتيجة لذلك، تجري العديد من الدول المتعاقدة جلسات استماع باستخدام إفادة خطية أو أدلة مكتوبة فقط، على الرغم من السماح بالأدلة الشفوية والاستجواب المتبادل إذا كانت المصداقية موضع خلاف، أو إذا كانت أدلة الإفادة الخطية متضاربة. في كندا، يتم الاستماع إلى طلبات الاتفاقية "عادةً بناءً على أدلة الإفادة". وينطبق الأمر نفسه على المملكة المتحدة، وفنلندا، وجنوب أفريقيا. أما في هولندا، فسوف تعقد جلستان استماع (ومقابلة مع الطفل، إذا كان عمره أكبر من 6 سنوات)، وفي الجلسة الثانية، يكون حضور جميع الأطراف "مرغوبًا فيه للغاية" حتى يتمكن القاضي من "الاستماع إليك وإلى الوالد الآخر".

## الدفاعات للعودة
تحدد الاتفاقية الدفاعات المتاحة للوالد الذي يرفض طلب الإرجاع. للدفاع ضد إعادة الطفل، يجب على الوالد المدعى عليه أن يثبت إلى الدرجة المطلوبة بموجب معيار الإثبات المعمول به (الذي يتم تحديده عمومًا من خلال قانون المحكمة، أي قانون الدولة التي تقع فيها المحكمة)، أن أحد الأمور التالية ينطبق:
(أ) لم يكن الوالد الذي تقدم بطلب إعادة الطفل "يمارس حقوق الحضانة فعليًا في وقت الإبعاد أو الاحتفاظ" بموجب المادة 13 (أ)؛ أو
(ب) أن الوالد الذي يتقدم بطلب إعادة الطفل "وافق أو وافق على الإزالة أو الاحتفاظ" بموجب المادة 13 (أ)؛ أو
(ج) أن طلب الإرجاع بدأ بعد أكثر من عام من وقت الإبعاد أو الاحتجاز غير القانوني وأن الطفل "استقر في بيئته الجديدة"، بموجب المادة 12؛ أو
(د) "يعترض الطفل على إعادته وقد بلغ سنًا ودرجة من النضج تجعل من المناسب أخذ آرائه في الاعتبار " بموجب المادة 13؛ أو
(هـ) "هناك خطر جسيم بأن يؤدي عودة الطفل إلى تعريضه لأذى جسدي أو نفسي أو وضعه في وضع لا يطاق بأي شكل من الأشكال"، بموجب المادة 13 (ب)؛ أو
(و) تلجأ المحكمة إلى سلطتها التقديرية المتبقية بموجب المادة 20: ولا يجوز إعادة الطفل بموجب المبادئ الأساسية (في الدولة التي تجري التحليل) المتعلقة بحماية حقوق الإنسان والحريات الأساسية.
ورغم أن المصلحة الفضلى للطفل تشكل محور القرارات القانونية المتعلقة بالأطفال، فإنها لا تلعب دوراً في تطبيق الاتفاقية. وتفترض الاتفاقية أن المصلحة الفضلى للطفل تتحقق من خلال عودته السريعة إلى دولة إقامته المعتادة. وبناء على ذلك، "يجب تقييم مفهوم المصلحة الفضلى للطفل في ضوء الاستثناءات المنصوص عليها في اتفاقية لاهاي".
سيتم شرح هذه الاستثناءات بمزيد من التفصيل أدناه.

### (أ) ممارسة حقوق الحضانة فعليا
إن ما إذا كان أحد الوالدين يمارس حق الحضانة أو حق الوصول إلى الطفل أم لا هو أمر قابل للنقاش اعتمادًا على حقوق الحضانة التي يتمتع بها الطفل، استنادًا إلى قانون دولة الإقامة المعتادة. وإذا كان هناك أمر قضائي واضح يملي حق الحضانة أو حق الوصول إلى الطفل، فلن يكون هناك نزاع كبير. وإذا لم يكن هناك اتفاق رسمي ولكن أحد الوالدين يرى الطفل أو يقضي وقتًا معه، فقد يكون هناك تساؤل حول ما إذا كان هذا الوالد يمارس حق الحضانة أم لا.
بالنسبة لبعض الدول المتعاقدة، يتم تعريف "الممارسة الفعلية" على نطاق واسع بحيث يكفي بعض التدخل البسيط بين الوالد والطفل. على سبيل المثال، في قضية من كيبيك كندا، تم اعتبار الاتصال الهاتفي لأحد الوالدين والزيارات العرضية للطفل (زيارة واحدة في عام 2009) كافيين لمعادلة ممارسة فعلية لحقوق الحضانة. بالإضافة إلى ذلك، إذا لم يتم تحديد الحضانة بعد، فمن الممكن أن تجد المحكمة أن الوالد كان لديه حقوق الحضانة التي "كانت لتمارس" لو لم يتم نقل الطفل من قبل الوالد الخاطف.

### (ب) الموافقة أو الإقرار
يمكن للوالد أن يوافق صراحة على إبعاد الطفل أو الاحتفاظ به، أو يمكنه الاستسلام، أي قبول الإبعاد أو الاحتفاظ بشكل سلبي وضمني. باختصار، الموافقة تعني الموافقة غير المعلنة. يجب أن تكون الموافقة حقيقية وإيجابية ولا لبس فيها حتى تقتنع المحكمة بأن الموافقة قد تم إعطاؤها بالفعل، على الرغم من عدم وجود اتفاق مكتوب.  من المرجح أن يكون هذا الدفاع ناجحًا عندما تكون الأدلة مقنعة بأن الوالد المتخلف عن الركب اتخذ قرارًا مستنيرًا، ووافق على إزالة الطفل أو الاحتفاظ به، وأن الوالد الخاطف يمكنه إثبات أنه كان يعتقد بشكل معقول أن الوالد الآخر وافق على تغيير دائم ودائم في محل إقامة الطفل. من المرجح أن يؤدي وجود دليل على أن أحد الوالدين خدع الآخر إلى إبطال أي استنتاج بشأن الموافقة.
يقع عبء الإثبات على عاتق الوالد المختطف الذي يقاوم طلب الاتفاقية لإثبات أن الوالد الآخر قد وافق أو خضع بالفعل. بعد ذلك، يقع على عاتق الوالد الذي يتقدم بطلب إعادة الطفل "تقديم أكبر قدر ممكن من الأدلة حول ظروف رحيل الأطفال" والتي قد تشمل الرسائل النصية والبريد الإلكتروني وأي سلوك مخادع من جانب الوالد المختطف (أي أن القليل فقط من أغراض الطفل كانت معبأة، مما يخدع الوالد المتروك في الاعتقاد بأن الرحلة كانت مؤقتة).

### (ج) مهلة سنة واحدة
لكي ينطبق هذا الدفاع، يجب أن يتم البدء في طلب إعادة الطفل بعد مرور عام واحد على الإبعاد أو الاحتجاز، ويجب أن يكون الطفل مستقرًا في الولاية الجديدة. يُنصح الوالد الذي يقاوم أمر الإعادة بتقديم أكبر قدر ممكن من الأدلة حول مدرسة الطفل وصداقاته وارتباطاته المجتمعية في الولاية الجديدة.
في بعض الولايات القضائية، تشير المحاكم إلى الغرض الأساسي من الاتفاقية (إعادة الأطفال) لتقرر أن الأدلة القوية والمقنعة فقط على التسوية يمكن أن تحل محل هدف الاتفاقية وتبرر رفض العودة. تنظر ولايات قضائية أخرى إلى الطفل لتقييم ما إذا كان مستقرًا في بيئته الجديدة أم لا من خلال اتباع نهج حرفي للتسوية. في كندا، قضت إحدى المحاكم بأنه "لتحديد ما إذا كان الطفل "مستقرًا الآن" في بيئته الجديدة، يجب إجراء تحقيق واقعي "مركز على الطفل" لتحديد الظروف الفعلية للطفل". يتم اتباع نفس النهج في المملكة المتحدة.

### (د) اعتراضات الطفل
إن الوالد الذي يسعى للدفاع ضد أمر الإعادة يمكنه أن يزعم أن الطفل يعترض على الإعادة. إن تفضيل الطفل للبقاء في الدولة الجديدة لأن الطفل يحب مدرسته الجديدة وأصدقائه الجدد لا يكفي ليكون بمثابة اعتراض. إن قبول تفضيل الطفل كسبب كافٍ من شأنه أن يقوض أهداف الاتفاقية، ويشجع الآباء على اختطاف أطفالهم، والاستقرار في دولة جديدة، ثم "الاعتماد على رضا أطفالهم لتجنب إعادتهم إلى الولاية القضائية التي ينبغي أن تتعامل بشكل صحيح مع حضانتهم وإقامتهم".
وقد شرعت بعض الدول المتعاقدة في تحديد مستوى الاعتراض المطلوب. ففي أستراليا، تنص لوائح قانون الأسرة على أن الطفل يجب أن يعترض على الإعادة، ويجب أن يظهر الاعتراض "قوة الشعور بما يتجاوز مجرد التعبير عن التفضيل أو الرغبات العادية".
وقد ميزت المحاكم بين اعتراض الطفل على إعادته إلى دولة إقامته المعتادة، واعتراضه على إعادته إلى رعاية الوالد الذي تركه. وتنص الاتفاقية على أن المحكمة ستأمر "بإعادة الطفل الذي نُقل أو احتُجز بشكل غير قانوني إلى دولة إقامته المعتادة وليس إلى الشخص الذي يطلب الإعادة" [التأكيد مضاف].
تنص المادة 13 على أن المحكمة يجب أن تنظر في اعتراض الطفل إذا كان قد بلغ سنًا ودرجة نضج مناسبين. يمكن أن يكون الطفل في الخامسة عشرة من عمره ولكنه لا يستوفي درجة النضج المطلوبة، ويمكن أن يكون الطفل صغيرًا جدًا، على الرغم من نضجه المتقدم. يتم النظر في كل من السن ودرجة النضج معًا، وهناك تباين بين الدول المتعاقدة. في كندا، لم تقبل المحكمة اعتراضات طفل يبلغ من العمر 10 سنوات. أيدت الولايات المتحدة وإنجلترا وويلز اعتراضات الأطفال الذين تبلغ أعمارهم 8 سنوات. رفضت اسكتلندا اعتراضات الأشقاء الذين تتراوح أعمارهم بين 15 و11 عامًا. عكس الفقه في الاتحاد الأوروبي هذا الشرط: بدلاً من مراعاة آراء الطفل إذا كان من المناسب القيام بذلك، بناءً على السن ودرجة النضج، قرر الاتحاد الأوروبي أن المحكمة يجب أن تأخذ في الاعتبار آراء الطفل ما لم يكن من غير المناسب القيام بذلك بسبب السن أو النضج.
قد يحتاج الطفل الذي سيتم الاستماع إلى آرائه إلى تمثيل قانوني مستقل. وهذا صحيح بشكل خاص إذا كان هناك اشتباه في أن الوالد الخاطف يتلاعب بالأطفال أو ينفرهم، مما يؤثر على اعتراضاتهم على العودة. وتشمل بعض الأمثلة للدول المتعاقدة التي توفر التمثيل القانوني للأطفال كندا (مكتب محامي الأطفال)، وأستراليا (محامي الأطفال المستقل).

### (هـ) استثناء المخاطر الجسيمة
وتشير لغة المادة 13 إلى أن الطفل قد يكون في خطر جسيم إذا كانت العودة من شأنها أن تعرضه لـ (1) أذى جسدي، أو (2) أذى نفسي، أو (3) وضع لا يطاق. وتشمل الأمثلة حالة وجود حرب، أو اضطرابات أهلية خطيرة، أو كارثة طبيعية في دولة الإقامة المعتادة، أو حيث كان الوالد الذي يتقدم بطلب الحصول على أمر الإعادة يسيء معاملة الطفل. ومع ذلك، في كثير من الأحيان، يتم تقديم طلبات الاتفاقية عندما يهرب الوالد المختطف من دولة الإقامة المعتادة مع الطفل، هاربًا من عنف الشريك الحميم، سواء تعرض الطفل أيضًا للإساءة أم لا.
في قضية X ضد لاتفيا، قضت المحكمة الأوروبية لحقوق الإنسان بأن الوالد الذي يعارض إعادة الطفل على أساس المادة 13 (ب) يجب أن يقدم أدلة كافية على وجود خطر يمكن وصفه على وجه التحديد بأنه خطير. ولن تنجح الادعاءات غير المؤكدة بالإساءة، ومن الممكن أيضًا أن تأمر المحكمة بالعودة طالما كانت السلطات في دولة الإقامة المعتادة مستعدة لإجراء تحقيق، وحماية الطفل والوالد المعنف. ومن الممكن أيضًا للدولة التي تنظر في طلب الاتفاقية أن تجري تحقيقًا في ادعاءات الإساءة قبل أن تقرر ما إذا كانت ستأمر بإعادة الطفل أم لا.
وقد ينشأ الضرر الجسدي بعد محاولة إعادة الطفل إلى دولة الإقامة المعتادة، مما يتطلب من المحاكم أن تنظر فيما إذا كان هناك ضرر جسيم إذا تم إجراء محاولات مستقبلية لإعادة الطفل. في قضية م. (قاصر) (اختطاف طفل)، كان الأطفال في طريقهم من لندن إلى أستراليا (أستراليا هي دولة إقامتهم المعتادة)، عندما حاول أحد الأطفال فتح باب الطائرة أثناء توجهها للإقلاع.
قد يكون الخطر الجسدي والضرر النفسي متميزين أو متداخلين. على سبيل المثال، يمكن تفسير التهديد بالانتحار على أنه ضرر جسدي أو نفسي أو كليهما. في قضية إنجليزية، Re R. (اختطاف قاصر)، كانت تهديدات الطفل بالانتحار سبباً رئيسياً في قرار المحكمة بعدم الأمر بإعادته. قارن هذا بالنهج المتبع في إسرائيل، حيث رفضت المحكمة الحجة القائلة بأن محاولة الانتحار السابقة للطفل في دولة الإقامة المعتادة تبرر رفض عودته. بالإضافة إلى تهديدات الطفل بالانتحار، قضت إحدى القضايا في أستراليا بأن الدليل على أن الوالد الخاطف قد ينتحر إذا أُمر بالعودة مع الطفل قد يشكل خطرًا جسيمًا على الأذى.
وقد حاول البعض، دون جدوى، أن يزعموا أن المخاطر الجسيمة تشمل التعرض لتلوث المدينة، وارتفاع خطر الزلازل في المستقبل، والإسكان غير الكافي، والضعف المالي، والاعتماد على إعانات الدولة. كانت الظروف المالية السيئة عاملاً في التحليل عند اتخاذ القرار بعدم الأمر بإعادة الطفل في أستراليا، وهولندا، واسكتلندا.
إذا لم يتم إثبات الضرر الجسدي أو النفسي، يمكن للوالد أن يجادل في أي "موقف لا يطاق" آخر، والذي يوصف بأنه موقف يتجاوز المضايقات المرتبطة بالضرورة بتجربة العودة، مما ينتج عنه موقف يتجاوز ما قد يتحمله الطفل بشكل معقول.

### (و) السلطة التقديرية المتبقية
إذا لم يتم إثبات أي من الدفاعات المذكورة أعلاه بنجاح، فإن المحكمة التي تنظر في طلب الاتفاقية تحتفظ بسلطة تقديرية بعدم الأمر بالإعادة إذا كان القيام بذلك من شأنه أن ينتهك المبادئ الأساسية لتلك الدولة فيما يتعلق بحماية حقوق الإنسان والحريات الأساسية.
وتوفر القضية الكندية AMRI v. KER، مثالاً لموقف حيث ستنظر المحكمة إلى قوانينها الخاصة فيما يتعلق بحقوق الإنسان والحريات الأساسية لتحديد ما إذا كانت ستأمر بالإعادة أم لا. في هذه الحالة، كان الطفل يعيش في كندا وتم الاعتراف به قانونيًا كلاجئ. وقد تقدمت الأم بطلب بموجب الاتفاقية لإعادة طفلها إلى المكسيك. وفقًا للقانون الكندي، أدى وضع اللاجئ للطفل إلى افتراض قابل للدحض بخطر الاضطهاد، مما يتعارض مع حقوق الطفل المنصوص عليها في المادة 7 من الميثاق في الحياة والحرية والأمن الشخصي، ويتعارض مع الاستثناءات الواردة في المادتين 13 و20.

## تسهيل عودة الطفل – أمور عملية
يجوز للمحكمة أن تصدر أمراً بإعادة الطفل وفقاً لشروط معينة تسمى بالتعهدات. وفي القضية الكندية تومسون ضد تومسون، أوضحت المحكمة أن التعهدات قد تكون مطلوبة لتحقيق غرض وروح الاتفاقية، أي استعادة الوضع الراهن. في تومسون، بعد أن أخذت الأم الطفل من اسكتلندا إلى مانيتوبا، حصل الأب الذي تركه في اسكتلندا على "أمر مطاردة"، يمنحه الحضانة المؤقتة. كانت الأم تخشى أنه عند وصولها إلى اسكتلندا بموجب أمر العودة، سيتم تنفيذ أمر المطاردة وسيتم أخذ الطفل منها ووضعه تحت حضانة الأب. نظرت المحكمة في الضرر المحتمل للطفل إذا تم نقله من الأم (مقدم الرعاية الأساسي) إلى الأب (وفقًا لأمر المطاردة) ومن ثم، ربما مرة أخرى إلى الأم (بعد جلسة الحضانة الكاملة). لقد أصبح تعهد الأب بعدم تنفيذ أمر الملاحقة شرطًا تم بموجبه إصدار أمر الإرجاع.
في قضية تومسون ضد تومسون، نظرت المحكمة إلى قضية L. (اختطاف الأطفال) (الأذى النفسي)، للحصول على أمثلة أخرى للتعهدات الصحيحة. وتشمل هذه الالتزامات التعهد بدفع أجرة السفر جواً للوالد والطفل العائدين إلى بلد الإقامة المعتادة، ودفع أموال الدعم المؤقت، وإخلاء منزل الزوجية حتى موعد جلسة الحضانة حتى يتمكن الوالد العائد والطفل من العيش هناك. في جنوب أفريقيا، يمكن أن تتعلق التعهدات بـ "الرعاية، والقضايا المالية، والحضانة والاتصال، وعدم الملاحقة القضائية، و"حماية الوالد الذي اختطف الطفل"، وحماية الطفل عند عودته، و"إجراءات المحكمة السريعة في بلد العودة"". انظر أيضًا المدير العام لدائرة رعاية الأسرة والشباب والمجتمع وهوبس، 24 سبتمبر 1999، الذي قررته محكمة الأسرة الأسترالية في بريسبان.
على الرغم من ندرة هذه الحالات، قد يوقف الوالد الذي يتقدم بطلب إعادة الطفل تقديم الطلب، أو يفشل في تنفيذ أمر الإرجاع بعد إصداره. وفي هذه الحالات، يجوز للمحكمة أن تقرر إلغاء الطلب أو إلغاء الأمر.
في قضية G. (الاختطاف: طلب الشطب)، منحت المحكمة العليا في إنجلترا أمر الأم بشطب طلب العودة الذي قدمه الأب، ليس فقط لأنه كان هناك تأخير في بدء الطلب ولكن أيضًا في متابعته. رفض القاضي كونيل الطلب بسبب "الفشل الواضح للأب في إجراء إجراءات اتفاقية لاهاي بالعناية الواجبة والسرعة". في أستراليا، تنص لوائح قانون الأسرة (اتفاقية اختطاف الأطفال) لعام 1986، اللائحة 19A على أنه في حالة إصدار أمر الإرجاع، يمكن لأي من الطرفين التقدم بطلب لإلغاء أمر الإرجاع إذا تم استيفاء معايير معينة.

## الدول الأطراف

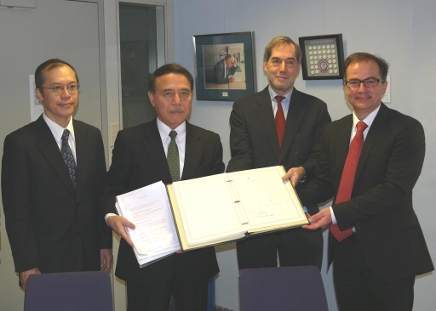
التوقيع والتصديق من قبل اليابان في عام 2014

اعتبارًا من نوفمبر 2022، بلغ عدد الأطراف في الاتفاقية 103 طرفًا. وكانت أحدث الدول التي انضمت إلى الاتفاقية هي بوتسوانا والرأس الأخضر في عام 2022.

### التشريعات المحلية
تشمل الدول المتعاقدة التي سنت تشريعات محلية لتنفيذ الاتفاقية ما يلي:

#### أستراليا
- تسجيل 16(3) لائحة قانون الأسرة (اختطاف الأطفال) 1989.[79]

#### كندا
- ألبرتا: قانون الاختطاف الدولي للأطفال، RSA 2000، الفصل I-4.
- كولومبيا البريطانية: قانون الأسرة، SBC 2011، الفصل 25، المادة 80.
- مانيتوبا: قانون تنفيذ حضانة الطفل، CCSM c C360.
- نيو برونزويك: قانون الاختطاف الدولي للأطفال، RSNB 2011، الفصل 175.
- نيوفاوندلاند ولابرادور: قانون قانون الأطفال، RSNL 1990، الفصل C-13، المادة 54.
- الأقاليم الشمالية الغربية: قانون الاختطاف الدولي للأطفال، RSNWT 1988، الفصل I-5.
- نوفا سكوشا: قانون اختطاف الأطفال، RSNS 1989، الفصل 67.
- نونافوت: قانون الاختطاف الدولي للأطفال، RSNWT (Nu) 1988، الفصل I-5.
- أونتاريو: قانون إصلاح قانون الأطفال، RSO 1990، الفصل C.12.
- جزيرة الأمير إدوارد: قانون قانون الأطفال، RSPEI 1988، الفصل C-6.1.
- كيبيك: قانون بشأن الجوانب المدنية للاختطاف الدولي والإقليمي للأطفال، CQLR c A-23.01.
- ساسكاتشوان: قانون الاختطاف الدولي للأطفال، 1996، SS 1996، الفصل I-10.11.
- يوكون: قانون الاختطاف الدولي للأطفال (اتفاقية لاهاي)، العام 2008، الفصل 5.

#### الولايات المتحدة الأمريكية
- قانون الانتصاف الدولي للاختطاف للأطفال (ICARA)،[80] 22 USC § 9001 وما يليه. (سابقًا 42 USC § 11601 وما يليه).
- قانون منع اختطاف الأطفال الدولي وإعادتهم (ICAPRA)، 22 USC § 9101 وما يليه.[81]

## روابط خارجية
- النص الكامل للاتفاقية
- تقرير توضيحي بقلم إليزا بيريز فيرا
- INCADAT – قاعدة بيانات سوابق قضائية لمختلف الولايات القضائية فيما يتعلق باتفاقية لاهاي لعام 1980 بشأن اختطاف الأطفال
- وزارة الخارجية الأمريكية الدولية – اختطاف الأطفال من قبل أحد الوالدين – تقرير الامتثال لعام 2011
- الدول المتعاقدة
- قسم اختطاف الأطفال في موقع مؤتمر لاهاي
- دليل مؤتمر لاهاي للممارسات الجيدة
- مشروع لاهاي للعنف المنزلي - اختطاف الأطفال الدولي والعنف المنزلي
- وجهات نظر متعددة بشأن آثار اتفاقية لاهاي
- كيف تتم محاكمة قضايا اتفاقية لاهاي في الولايات المتحدة الأمريكية ؟